# Gunnel Lindblom
Gunnel Märtha Ingegerd Lindblom (Göteborg, 18 dicembre 1931 – Brottby, 24 gennaio 2021) è stata un'attrice e regista svedese.

## Filmografia
- Il settimo sigillo (Det sjunde inseglet), regia di Ingmar Bergman (1957)
- Il posto delle fragole (Smultronstället), regia di Ingmar Bergman (1957)
- Venetianskan, regia di Ingmar Bergman (1958)
- La fontana della vergine (Jungfrukällan), regia di Ingmar Bergman (1960)
- Il silenzio (Tystnaden) , regia di Ingmar Bergman (1963)
- Luci d'inverno (Nattvardsgästerna), regia di Ingmar Bergman (1963)
- Gli amorosi (Älskande par), regia di Mai Zetterling (1964)
- Rapimento (Rapture), regia di John Guillermin (1965)
- Fame (Sult), regia di Henning Carlsen (1966)
- Le ragazze (Flickorna), regia di Mai Zetterling (1968)
- Scene da un matrimonio (Scener ur ett äktenskap), regia di Ingmar Bergman (1973)
- Uomini che odiano le donne (Män som hatar kvinnor), regia di Niels Arden Oplev (2009)

## Doppiatrici italiane
Nelle versioni in italiano delle opere in cui ha recitato, Gunnel Lindblom è stata doppiata da:
- Rosetta Calavetta in Il silenzio, Luci d'inverno
- Anna Miserocchi in La fontana della vergine, Scene da un matrimonio

## Riconoscimenti
- 2002 - Guldbagge
  - Premio Guldbagge onorario